# Hipsis
Hipsis (en griego antiguo: Ὕψις) fue un pintor griego de vasos que trabajó en Atenas a finales del siglo VI a. C. Fue un representante del grupo pionero de la pintura de vasos de figuras rojas.
Se han conservado dos hidrias firmadas por él, que fueron encontradas en Vulci y que actualmente se encuentran en la Staatliche Antikensammlungen en Múnich (n.º inventario 2423) y en el Museo Torlonia en Roma (n.º inventario 73). Ambos vasos fueron hechos alrededor del 510 a. C.

## Hidria de Múnich
La imagen principal de la hidria de Múnich muestra a tres amazonas preparándose para la batalla, identificadas mediante epígrafes como Andrómaca, Antíope e Hipópile. En el hombro del vaso se muestra un jinete en un carro tirado por cuatro caballos, seguido de dos chicos desnudos a caballo. Lleva la firma ΗΥΨΙΣ ΕΓΡΑΦΣΕΝ («Hipsis lo pintó»), típico de los pintores de vasos áticos. 

## Hidria de Torlonia
En la hidria de Roma, se puede ver a dos mujeres sacando agua con hidrias en una ΚΡΕΝΕ ΔΙΟΝΥΣΙΚΑ («fuente dionisíaca), refiriéndose así a la función del vaso. El vaso está modelado con forma de calpis, lo cual es todavía raro para esta época, con el cuerpo del vaso fluyendo hacia el cuello. Está firmado solo con el nombre de Hipsis. Ambos jarrones están estilísticamente influidos por Eutímides y están decorados con ricas palmetas y adornos de meandros alrededor de las imágenes.